# Holmebåen
Holmebåen är ett obebott litet skär i Solunds kommun i Vestland fylke i västra Norge. Skäret är huvudlandet (norska: hovedlandet) Norges västligaste plats och en av Norges ytterpunkter.

## Geografi
Holmebåen ligger cirka sex kilometer väster om ön Ytre Sula norr om Sognefjordens mynning. Det obebodda skäret ligger utanför ögruppen Nordholmane längst norr i naturreservatet Utvær cirka 1 km nordväst om fyren Utvær fyr.
Området ligger cirka 18 kilometer väster om den närmaste tätorten Hardbakke och cirka 100 kilometer väster om orten Leikanger.
Norges västligaste punkt på fastlandet Vardetangen ligger cirka 35 kilometer sydost om Holmebåen.

## Historia
Den närbelägna 31 meter höga Utværs fyr byggdes år 1900 och är Norges västligaste fyr, 1999 utsågs fyren till kulturhistoriskt byggnadsminne